# Rockmaker (canción)
«Rockmaker» es el cuarto sencillo del álbum Toto de la banda de rock estadounidense del mismo nombre. Fue escrita y cantada por David Paich. Fue una de las primeras canciones de la banda.

## Lista de canciones
1. Rockmaker (3:20)
2. Child's Anthem (2:45)

- Datos: Q3939811